# Raúl Reyes
Pour les articles homonymes, voir Reyes.
Luis Edgar Devia Silva alias Raúl Reyes, né à La Plata le 30 septembre 1948 et mort à Santa Rosa de Sucumbíos (en) dans la province de Sucumbíos à la frontière colombienne de l'Équateur le 1er mars 2008, est un syndicaliste et guérillero colombien. Il est, jusqu'à sa mort, un membre du secrétariat et le porte-parole des Forces armées révolutionnaires de Colombie (FARC).

## Biographie
Raúl Reyes est né d'un père commerçant et d'une mère enseignante en 1948. Cette même année l'assassinat de Gaitán fait basculer la Colombie dans la guerre civile et la famille, ciblée par des menaces de mort en raison de ses sympathies libérales, émigre dans le Caquetá. Il s'engage à 16 ans dans les jeunesses communistes de Colombie et rejoint par la suite un mouvement syndical durant ses années de travail en usine. Repéré par la direction du parti communiste à la suite d'une importante grève qu'il avait dirigée, il a probablement été formé à l'école des cadres communistes en Allemagne de l'Est à la fin des années 1960 ou au début des années 1970. Il intègre la guérilla colombienne à la fin de cette dernière décennie.
Après être devenu membre des FARC et avoir rejoint son secrétariat, Reyes devient une figure éminente et un porte-parole des FARC, numéro deux du secrétariat du groupe composé de sept personnes. Il passe plus de trente ans dans la guérilla, et a épousé Gloria Marin, la fille de Manuel Marulanda, fondateur des FARC. 
Reyes a été accusé par le département d'État des États-Unis et le gouvernement colombien d'étendre les activités de trafic de cocaïne des FARC et de définir des politiques connexes, y compris la production, la fabrication et la distribution de centaines de tonnes de cocaïne aux États-Unis et dans d'autres pays. Il a été accusé de promouvoir la « taxation » du commerce illégal de drogues en Colombie afin de collecter des fonds pour les FARC, ainsi que d'avoir participé au meurtre de centaines de personnes qui ont violé ou perturbé les politiques des FARC concernant la cocaïne.
Il avait été officiellement condamné en son absence pour la mort de 13 policiers et 18 soldats, 18 enlèvements et la mort d'un juge, d'un médecin, de trois auxiliaires de justice, de l'ancienne ministre de la Culture Consuelo Araújo Noguera, du membre du Congrès Diego Turbay et de sa mère, d'Isaías Duarte dignitaire catholique, de Guillermo Gaviria gouverneur d'Antioquia , de Gilberto Echeverri ex-ministre colombien, de 11 membres de l'Assemblée Valle del Cauca et d'au moins quatre autres personnes. La plupart de ces personnes ont été enlevées avant leur mort. Gaviria, Echeverri et Araújo ont été tués par balle dans la tête lorsque les forces militaires colombiennes ont pris d'assaut les camps où ils étaient détenus par des insurgés de la guérilla. Il a également été reconnu coupable du bombardement du Club El Nogal à Bogotá, où 36 personnes ont été tuées. Le gouvernement du Paraguay avait demandé son extradition pour sa participation à l'enlèvement et à la mort de Cecilia Cubas, fille de l'ex-président du Paraguay, qui a été enlevée le 21 septembre 2004 et dont le corps a été retrouvé dans une maison abandonnée en février. 2005. Avant sa mort, le département d'État des États-Unis offrait une récompense pouvant aller jusqu'à 5 millions de dollars pour les informations pouvant conduire à son arrestation,. 
Il est par ailleurs présent sur la circulaire rouge d'Interpol en raison d'accusations du gouvernement colombien portant sur des faits de « rébellion », « terrorisme », « homicide » et « enlèvement ».
Chargé des contacts internationaux de l'organisation, il est un des hommes de sa structure parmi les plus exposés car il reçoit parfois des personnalités et des journalistes. En septembre 2007, son camp est bombardé juste après une rencontre avec la sénatrice colombienne Piedad Cordoba, qui intervenait régulièrement dans le cadre de négociations pour la libération de prisonniers. Il est également le principal interlocuteur de la diplomatie française dans les discussions concernant la franco-colombienne Íngrid Betancourt. Il a d'ailleurs été tué à quelques jours d'une rencontre avec un émissaire du Président Nicolas Sarkozy. Celui-ci indique que « l’objectif d’Uribe — habilement secondé par son haut-commissaire pour la paix — était de nous utiliser, une fois de plus, afin de localiser l’endroit exact où Raúl Reyes allait nous rencontrer, d’arriver avant nous, et de l’abattre. »

## Les circonstances de son décès
Repéré à la suite de la localisation géographique d'une communication par téléphone satellitaire, il est tué dans le bombardement nocturne de son campement par l'armée colombienne, en territoire équatorien avec seize autres guérilleros, dont un ressortissant équatorien présent dans le campement. L'armée annonce également le décès de l'un de ses membres dans l’opération, sans en préciser les circonstances,. Le corps de Reyes est emporté et ramené en territoire colombien et est exposé à la presse.
Cette opération crée une vive crise diplomatique dans la région : l’Équateur s'indigne du bombardement de son territoire et du meurtre d'un de ses citoyens et rompt en protestation ses relations diplomatiques avec la Colombie. Le Venezuela et le Nicaragua font de même en solidarité avec l’Équateur.
Selon l'agence ANNCOL (en), réputée proche des FARC, Raúl Reyes a pu être localisé à la suite d'un appel sur son téléphone satellitaire, passé par le représentant français qui voulait discuter de la libération d'Ingrid Betancourt.
Dans un communiqué officiel, les FARC saluent la mémoire d'un « révolutionnaire intègre et exemplaire » et précisent que Joaquín Gómez (en), le commandant du bloc Sud, entre au secrétariat.

## Les ordinateurs saisis
Interpol inspecte les trois ordinateurs des FARC pris durant cette opération commando et conclut à l'authenticité des informations qu'ils contiennent mettant en cause les relations entre les gouvernements vénézuélien et équatorien et les FARC. Le rapport d'Interpol indique en conclusion 99 : « En tenant compte de l'ensemble des éléments qui précèdent et en s'appuyant sur un examen complet de police technique et scientifique, les experts d'Interpol concluent qu'aucun fichier utilisateur n'a été créé, modifié ou supprimé sur l'ensemble des huit pièces à conviction informatiques postérieurement à leur saisie aux mains des FARC, le 1er mars 2008 ».
Les analyses d'ordinateurs pris aux FARC après le raid en Équateur montrent la persistance d'une collaboration entre officiels vénézuéliens (armée et renseignement) et rebelles colombiens : les premiers facilitent la conclusion de contrats d'armement et facilitent les déplacements des seconds sur le territoire vénézuélien, ce en dépit des dénis répétés de Hugo Chavez depuis l'opération contre Raul Reyes. En 2011, le rapport de l'IISS détaille les relations entre les FARC et le Venezuela, d'après notamment les données prises lors du raid fait contre Raul Reyes.
D'après le diplomate français Noël Saez, plusieurs des mails le concernant sont des faux.

## Dans la culture populaire
Les dernières années de vie de Raùl Reyes sont le sujet du film Jungle rouge, de Juan José Lozano et Zoltan Horvath (2022). Il y est incarné par Álvaro Bayona (es). Les réalisateurs et scénaristes ont eu accès aux mails de Raùl Reyes pour nourrir leur histoire.